# Joel Shepherd
Joel Shepherd (* 1974 in Adelaide) ist ein australischer Science-Fiction-Autor.
Im Alter von sieben Jahren zog er mit seiner Familie nach Perth, wo er später Film- und Fernsehwissenschaft an der Curtin-Universität studierte. Er ist der Sohn von Kate Shepherd, der Besitzerin des kleinen Verlags Austral Ed, der Lehrbücher nach Asien verkauft. Joel half seiner Mutter in diesem Geschäft und reiste deshalb viel. Heute lebt er wieder in Adelaide.

## Werke
Sein erstes unveröffentlichtes Manuskript wurde 1998, das Manuskript zu Crossover 1999 für den George Turner Prize nominiert. Dieser Preis, benannt nach dem prominenten australischen Schriftsteller und Kritiker, wird jährlich für einen unveröffentlichten australischen Science-Fiction/Fantasy-Roman verliehen. Sein erster Roman Crossover wurde 2001 auch für den Aurealis Award in der Kategorie Science Fiction nominiert. Mit diesem Preis werden Leistungen australischer Autoren in den Genres Science Fiction, und Horror ausgezeichnet.
Die beiden ersten Romane Shepherds schildern die Abenteuer von Cassandra Kresnov (nach ihrer eigenen Aussage ein künstliches menschliches Wesen), die von ihrer Spezialeinheit in der League in die Stadt Tanusha auf dem Federation-Planet Callay geflohen ist, wo sie als Expertin für kognitive Software arbeitet.
Seit 2015 erscheint seine Buchreihe The Spiral Wars, die insgesamt zehn Bände umfassen soll. Die Handlung spielt über 1000 Jahre in der Zukunft. Die Menschheit war vor Jahrhunderten nur knapp der völligen Vernichtung durch die außerirdischen Krim entkommen, die die Erde unbewohnbar machten und 99 % der Menschen töteten. Die Reste der Menschheit sammelten sich im All und führten mehrere Jahrhunderte einen Guerillakrieg gegen die Krim, bevor sie als Vergeltung deren Heimatwelt vernichten konnten. Die verlorene Erde ist Ankerpunkt einer Kultur geworden, wodurch die Menschheit das erste Mal wirklich vereint agiert. Jahrhunderte später ist die Menschheit von Krieg zu Krieg und von Sieg zu Sieg geeilt, als die neue Großmacht im bekannten Universum, teils im Bündnis mit anderen Rassen. Die Folge war aber ein weitgehend militarisiertes politisches System, in der die Flotte eine zentrale und faktisch unantastbare Rolle spielt. Nun nach Ende des Krieges gegen die Tavalai kehrt das berühmte Kriegsschiff Phoenix zur neuen menschlichen Heimatwelt Homeworld zurück. Doch kurz darauf wird dessen Captain, der selbst ein Kriegsheld ist, ohne Prozess verhaftet und im Gefängnis ermordet. Die Schuld wird Erik Debogande, dem dritten Offizier der Phoenix, zugeschoben, dessen Familie zur zivilen Spitzenelite gehört. Doch Erik wird von Phoenix-Marine Major Trace Thakur befreit, die an seine Unschuld glaubt. Mit einem Teil der Crew flieht Phoenix von Homeworld und wird für abtrünnig erklärt. Nach und nach kommt die Crew der Phoenix einer Verschwörung in den höchsten Kreisen der Flotte auf die Spur. Sie müssen bald feststellen, dass auch den menschlichen außerirdischen Alliierten nicht zu trauen ist und die alten Geschichten über die Herrschaft der Maschinenwesen und AIs vor über 25.000 Jahren aktueller sind, als viele es wahrhaben wollen.

## Bibliographie

### Cassandra Kresnov
- 1 Crossover. Voyager / HarperCollins (Australia), 2001, ISBN 0-7322-6799-4.[2]
  - Die Androidin: Auf der Flucht., Fischer Tor, 2017, Übersetzerin Maike Hallmann, ISBN 978-3-596-29728-3.
- 2 Breakaway. Voyager / HarperCollins (Australia), 2003, ISBN 0-7322-7596-2.[3]
  - Die Androidin: Zwischen allen Fronten. Fischer Tor, 2017, Übersetzerin Maike Hallmann, ISBN 978-3-596-29729-0.
- 3 Killswitch. Voyager / HarperCollins (Australia), 2004, ISBN 0-7322-7597-0.
  - Die Androidin: Weg in die Freiheit. Fischer Tor, 2017, Übersetzerin Maike Hallmann, ISBN 978-3-596-29730-6.
- 4 23 Years on Fire. Pyr, 2013, ISBN 978-1-61614-809-6.
- 5 Operation Shield. Pyr, 2014, ISBN 978-1-61614-895-9.
- 6 Originator. Pyr, 2015, ISBN 978-1-61614-992-5.

### A Trial of Blood and Steel
- 1 Sasha. Hachette Australia, 2007, ISBN 978-0-7336-2141-3.
- 2 Petrodor. Hachette Australia, 2008, ISBN 978-0-7336-2255-7.
- 3 Tracato. Orbit / Hachette Australia, 2009, ISBN 978-0-7336-2418-6.
- 4 Haven. Orbit / Hachette Australia, 2010, ISBN 978-0-7336-2420-9.

### The Spiral Wars
- 1 Renegade. Amazon Digital Services, 2015, ISBN 978-1-310-98678-9.
- 2 Drysine Legacy. Amazon Digital Services, 2015, ISBN 978-1-5330-2508-1.
- 3 Kantovan Vault. Joel Shepherd, 2017, ISBN 978-1-5483-6193-8.
- 4 Defiance. Joel Shepherd, 2017, ISBN 978-1-974040-34-6.
- 5 Croma Venture. Joel Shepherd, 2018, ISBN 978-1-72776-927-2.
- 6 Rando Splicer. Joel Shepherd, 2019, ISBN 978-1-69509-526-7.